# Templare di Tiro
Il Templare di Tiro (francese: Le Templier de Tyr) è uno storico medievale che, nel Trecento, scrisse in lingua francese una cronaca che costituisce la terza e più ampia sezione delle Gestes des Chiprois.
Si crede che tale cronaca sia stata scritta da un cavaliere sull'isola di Cipro, all'epoca in cui l'isola fu la base delle operazioni dei tre maggiori ordini militari cristiani: i cavalieri Templari, Teutonici ed Ospitalieri. 
L'autore del documento fu probabilmente un traduttore dall'arabo, un segretario e confidente del Gran Maestro dell'Ordine templare Guillaume de Beaujeu, sebbene non Templare egli stesso.
La cronaca contiene un resoconto, spesso di prima mano, delle esperienze personali dell'autore, e fornisce informazioni preziose ed approfondite su un importante periodo delle Crociate, quello che va dai primi anni 1230 fino al 1309 per quanto riguarda l'oriente ed al 1314 per l'occidente, cioè gli ultimi giorni degli Stati Crociati in Terra santa.
Narra di come i cristiani combatterono una battaglia persa contro i musulmani Mamelucchi ed eventi di grande importanza, come la caduta di San Giovanni d'Acri nel 1291 (di cui è la sola testimonianza oculare) e la dissoluzione dell'Ordine dei Cavalieri Templari nei primi anni del Trecento.
Non si occupa solo dell'Oriente latino ma arriva fino alle origini dei primi movimenti di espansione dei Mongoli dai territori dell'Asia interna, dopo aver spaziato per tutto il bacino del Mediterraneo, soffermandosi in particolare sulle contese fra Angioini, Aragonesi e Svevi e sulla secolare lotta tra le Repubbliche marinare italiane.